# Seveso (řeka)
Seveso ([ˈsɛːvezo]IPA, lombardsky Séves [ˈseːʋes]IPA) je 55 km dlouhá italská řeka, která protéká provinciemi Como, Monza a Brianza a Milán. Pramení v Cavallasce na hoře Monte Sasso nedaleko San Fermo della Battaglia. Odtud její tok protéká obcemi Montano Lucino, Grandate, Civello, Casnate con Bernate, Portichetto, Fino Mornasco, Cucciago, Vertemate con Minoprio, Asnago, Carimate, Cimnago, Lentate sul Seveso, Camnago, Barlassina, Seveso, Cesano Maderno, Binzago, Bovisio-Masciago, Varedo, Palazzolo Milanese, Paderno Dugnano, Cusano Milanino, Cormano a Bresso. Nakonec se v Miláně spojuje s kanálem zvaným Naviglio della Martesana, jenž se vlévá do řeky Lambro.
Řece Seveso se někdy přezdívá il fiume nero, tedy „černá řeka“, a to kvůli barvě, kterou získává kvůli průmyslovému znečištění.
Oltreseveso je oblast na severozápadě Lombardie („oltre“ (za řekou) Seveso). Seveso brianzolo (z Brianza) se skládá z obcí Cermenate, Lazzate, Misinto, Cogliate, Ceriano Laghetto, Solaro a Limbiate.